# Volitve predsednika Republike Slovenije 2022
Volitve predsednika Republike Slovenije 2022 so bile redne volitve predsednika Republike Slovenije, v katerih je bila izvoljena naslednica predsednika Boruta Pahorja, ki je funkcijo opravljal od leta 2012. Prvi krog volitev je potekal 23. oktobra 2022 v katerem sta od sedmih kandidatov prvo in drugo mesto zasedla Anže Logar in Nataša Pirc Musar, ki sta se posledično uvrstila v drugi, odločilni, krog volitev, ki je potekal 13. novembra 2022. V drugem krogu je Pirc Musarjeva s 53,86 % prejetih glasov zasedla prvo mesto, s čimer je postala prva ženska predsednica Republike Slovenije. Svoj mandat je nastopila 22. decembra 2022.

## Volilni sistem
Vsak državljan, star vsaj 18 let, lahko kandidira za predsednika, vendar je lahko izvoljen samo dvakrat zaporedoma.

## Pomembnejši datumi
Predsednica DZ Urška Klakočar Zupančič je volitve uradno razpisala 20. julija 2022. Določila je datum 23. oktober 2022, volilna opravila so se pričela 22. avgusta.
| Datum                  | Volilno opravilo                                                               |
| ---------------------- | ------------------------------------------------------------------------------ |
| 20. julij 2022         | predsednica DZ uradno razpiše volitve                                          |
| 22. avgust 2022        | dan, s katerim začnejo teči volilna opravila                                   |
| 22. september 2022     | začetek uradne volilne kampanje                                                |
| 28. september 2022     | rok za oddajo obrazcev s podporo kandidatom zadnji dan za vložitev kandidature |
| 3. oktober 2022        | zadnji dan za morebitno soglasje k umiku kandidature                           |
| 4. oktober 2022        | DVK izvede žreb vrstnega reda kandidatov                                       |
| 18. – 20. oktober 2022 | predčasno glasovanje                                                           |
| 21. oktober 2022       | začetek volilnega molka (ob polnoči)                                           |
| 23. oktober 2022       | volitve predsednika Republike Slovenije                                        |
| 8. – 10. november 2022 | predčasno glasovanje pred drugim krogom                                        |
| 13. november 2022      | drugi krog volitev                                                             |

## Zgodovina

### Zbiranje podpisov
Prvi teden zbiranja je bil uspešen za Anžeta Logarja, ki je že v treh dneh zbral 12.000 podpisov podpore; nekdanji zunanji minister se je za zbiranje podpisov odločil kljub podpori SDS. V torek, 13. septembra, pa je napovedal še, da bo kandidaturo vložil kot neodvisni kandidat s 5000 podpisi podpore.
V tretjem tednu sta do potrebnega števila podpisov uspela priti še dva kandidata, Vladimir Prebilič in Gregor Bezenšek. Nekaj dni kasneje je isto novico sporočila tudi Nataša Pirc Musar.
Kandidatka stranke Resni.ca Sabina Senčar je novico o zbranih 3000 podpisih sporočila dva dni pred koncem zbiranja, v ponedeljek 26. septembra.

### Prvi krog
V stranki NSi se je kot kandidatka dlje časa omenjala Ljudmila Novak, čez poletje so se odločali, ali bi imeli svojega kandidata ali podprli koga drugega, Tonin se je pogovarjal tako z Vladimirjem Prebiličem kot tudi Anžetom Logarjem. Na klavzuri stranke, ki je potekala 5. in 6. septembra 2022, je bilo dokončno potrjeno, da Ljudmila Novak ne bo kandidirala, ponujeni sta bili možnosti lastnega kandidata stranke Janeza Pogorelca ali podpora Alojzu Kovšci. Na koncu so v stranki sklenili, da bo kandidat Nove Slovenije na volitvah Janez Cigler Kralj.
Nekdanji premier in zunanji minister Miro Cerar je dne 6. julija 2022 napovedal, da na predsedniških volitvah ne bo kandidiral, kot razlog je navedel, da se po umiku iz politike usmerja v strokovno dejavnost, pedagoško in znanstveno delo ter k svoji družini.
V začetku avgusta je koordinator Levice Luka Mesec povedal, da njihova stranka zelo verjetno ne bo imela svojega kandidata. A v začetku septembra se je zgodil preobrat; po njihovi oceni je po odstopu Marte Kos nastal večji prostor za levega kandidata, zato so vstopili v predsedniško tekmo. Najprej so omenjali so Mateja T. Vatovca, na svetu stranke dne 21. septembra pa uradno sporočili, da bo kandidat stranke Miha Kordiš.
O svojem kandidatu so razmišljali tudi v Socialnih demokratih. Predsedstvo stranke SD je na seji dne 4. julija podprlo idejo, da se na volitve podajo s svojim kandidatom, kot razlog je predsednica Tanja Fajon navedla, da so tradicionalna in še vedno najmočnejša stranka na levem polu slovenskega političnega prostora. Kot znotrajstrankarska kandidata SD se največkrat omenjata Milan Brglez in Jani Prednik, vendar nihče od njiju ni dal soglasja za kandidaturo. Dne 22. avgusta se je predsedstvo stranke ponovno sestalo, po srečanju je Tanja Fajon sicer potrdila: v stranki ne bodo imeli svojega kandidata niti ne bodo podprli nobenega drugega kandidata. Znova se je zgodil preobrat v sredi septembra, ko so si zopet premislili in se odločili za sodelovanje na volitvah. Kandidat je po tehtnem razmisleku postal Milan Brglez. Ta bo skupni kandidat SD in Gibanja Svoboda, saj je svet slednje stranke podprl Brgleza kot kandidata obeh strank.
30. avgusta je Marta Kos svojo kandidaturo za predsednico uradno prekinila iz osebnih razlogov. Predsednik stranke Robert Golob je naslednji dan povedal, da stranka ne bo imela svojega kandidata, vendar se bodo v roku štirinajstih dni odločili o morebitni podpori komu od ostalih. Na seji sveta stranke, ki je potekala 22. septembra, so soglasno podprli Milana Brgleza, ki je tako postal skupni kandidat SD in Svobode na oktobrskih volitvah.
V začetku septembra je svet stranke Naša prihodnost odločil, da stranka podpre neodvisnega kandidata Iva Vajgla. Kandidat Vladimir Prebilič pa je dobil podporo neparlamentarne stranke Vesna.
Eden od kandidatov Andrej Magajna je kandidaturo sicer napovedal že 15. julija 2022, a je od namere za kandidaturo odstopil in na začetku avgusta sporočil, da se v predsedniško bitko ne bo podal. Nato si je znova premislil in kandidaturo napovedal na tiskovni konferenci 18. avgusta 2022. Mesec dni kasneje je znova odstopil od kandidature.
Neodvisni kandidat Ivo Vajgl je dne 28. septembra, kar je bil zadnji dan za vložitev kandidature, na tiskovni konefernci pojasnil, da kljub velikemu številu zbranih podpisov ne bo vložil kandidature in ob tem podprl kandidata SD in Gibanja Svoboda, Milana Brgleza.
Slovenska ljudska stranka je 7. oktobra sporočila, da bo na volitvah za predsednika republike podprla Anžeta Logarja.

### Drugi krog
Na večer po zaprtju volišč je predsednik Gibanja Svoboda Robert Golob sporočil, da se njihova podpora v drugem krogu obeta Nataši Pirc Musar. Nekaj dni kasneje je podporo Musarjevi potrdila tudi stranka Socialni demokrati.
Anžeta Logarja je medtem podprla Nova Slovenija, napovedali pa so jo tudi v stranki Zeleni Slovenije.

## Kandidati
Kandidat lahko, v skladu z 11. členom, 2. odstavkom 12. člena in 13. členom Zakona o volitvah predsednika republike, postane, na dan volitev polnoletni državljan Republike Slovenije, na predlog:
- skupine najmanj desetih poslancev Državnega zbora,
- registrirane politične stranke in s podporo najmanj treh poslancev Državnega zbora ali najmanj 3000 volivcev,
- skupine najmanj 5000 volivcev.[37]

Vsaka politična stranka lahko predlaga samo enega kandidata, lahko pa več političnih strank predlaga skupnega kandidata. Vsak volivec ali poslanec lahko s podpisom podpre samo eno kandidaturo.

### Uradni kandidati
Na volitvah je sodelovalo sedem kandidatov. V predsedniško tekmo sta najprej uradno stopila Gregor Bezenšek ml. in Janez Cigler Kralj, teden dni kasneje še Vladimir Prebilič, kmalu pa kot četrti in peta kandidatka še Anže Logar in Nataša Pirc Musar. Sledila sta jim Milan Brglez in Miha Kordiš, kot zadnja pa jo je vložila še Sabina Senčar. Prvih pet vloženih kandidatur je Državna volilna komisija sicer potrdila 22. septembra, ostale pa teden dni kasneje, 29. septembra.
Gregor Bezenšek je 3. oktobra, ki je zadnji dan za umik soglasja, odstopil od kandidature in za razlog navedel pritiske in grožnje. Prvič se je zgodilo, da je kandidat umaknil soglasje k že potrjeni kandidaturi.
Državna volilna komisija je žreb vrstnega reda kandidatov na glasovnici opravila v torek, 4. oktobra. Zaporedje je prikazano v tabeli.
| Št. | Kandidat           | Kandidat           | Datum vložitve kandidature                                        | Starost | Izobrazba | Dosedanje politične funkcije | Predlagatelj kandidature                 | Vir                                |
| Št. | Kandidat           | Kandidat           | Kampanja                                                          | Starost | Poklic | Ostale funkcije in zaposlitve | Podpora                                  | Vir                                |
| --- | ------------------ | ------------------ | ----------------------------------------------------------------- | ------- | --- | --- | ---------------------------------------- | ---------------------------------- |
| 1   | Milan Brglez       |                    | 26. september 2022                                                | 55      | diplomirani politolog, magister pravnih znanosti in doktor mednarodnih odnosov | - poslanec stranke SD v Evropskem parlamentu (2019-danes) - predsednik Državnega zbora (2014-2018) - podpredsednik stranke SMC (2014-2018)                                                                | Socialni demokrati Gibanje Svoboda       | [ 46 ] [ 47 ] [ 48 ]               |
| 1   | Milan Brglez       | 29. september 2022 | evroposlanec, mednarodni politolog, publicist znanstvenih člankov | 55      | - predsednik Šahovske zveze Slovenije (2019-2022) - podpredsednik Rdečega križa Slovenije (2011-2014) - visokošolski učitelj in predstojnik katedre za mednarodne odnose na FDV | 3 poslanci Državnega zbora |                                          | [ 46 ] [ 47 ] [ 48 ]               |
| 2   | Anže Logar         |                    | 21. september 2022                                                | 46      | diplomirani ekonomist, doktor politologije | - poslanec Državnega zbora Republike Slovenije (2022-danes, 2014-2020) - minister za zunanje zadeve (2020-2022) - svetnik Mestnega sveta MO Ljubljana (2010-danes) - direktor UKOM (2004-2008, 2012-2013) | Romana Jordan in skupina volivcev        | [ 49 ] [ 50 ] [ 51 ] [ 52 ] [ 53 ] |
| 2   | Anže Logar         | 22. september 2022 | mestni svetnik, poslanec DZ, svetovalec                           | 46      | - uradni govorec slovenskega predsedstva Svetu EU (2021) | Slovenska demokratska stranka Slovenska Ljudska stranka 5000 volivcev |                                          | [ 49 ] [ 50 ] [ 51 ] [ 52 ] [ 53 ] |
| 3   | Janez Cigler Kralj |                    | 13. september 2022                                                | 43      | diplomirani politolog | - poslanec Državnega zbora Republike Slovenije (2022-danes) - minister za delo, družino, socialne zadeve in enake možnosti (2020-2022)                                                                    | Nova Slovenija                           | [ 54 ] [ 55 ] [ 56 ]               |
| 3   | Janez Cigler Kralj | 22. september 2022 | poslanec DZ                                                       | 43      | - član predsedstva EUCDW (2019) - podsekretar poslanske skupine NSi (2012-2020) - višji svetovalec za odnose z javnostmi na Javnem skladu RS za razvoj kadrov in štipendije (2010-2012) - tiskovni predstavnik stranke NSi v Državnem zboru (2006-2008)                                                                              | 3 poslanci Državnega zbora |                                          | [ 54 ] [ 55 ] [ 56 ]               |
| 4   | Miha Kordiš        |                    | 26. september 2022                                                | 33      | diplomirani filozof in primerjalni književnik | - poslanec Državnega zbora Republike Slovenije (2014-danes) | Levica                                   | [ 57 ] [ 58 ]                      |
| 4   | Miha Kordiš        | 29. september 2022 | poslanec DZ, nekdanji aktivist                                    | 33      | / | 3 poslanci Državnega zbora |                                          | [ 57 ] [ 58 ]                      |
| 5   | Nataša Pirc Musar  |                    | 21. september 2022                                                | 54      | diplomirana pravnica, doktorica pravnih znanosti | - informacijska pooblaščenka (2005-2014) | Biserka Marolt Meden in skupina volivcev | [ 59 ] [ 60 ] [ 61 ]               |
| 5   | Nataša Pirc Musar  | 22. september 2022 | odvetnica                                                         | 54      | - podpredsednica Skupnega nadzornega odbora za Europol (2011-2012) - vodja službe za korporativno komuniciranje v Aktiva Group (2001) - voditeljica oddaje 24UR na POP TV - novinarka in voditeljica oddaje TV Dnevnik na RTV Slovenija                                                                                              | Pirati SMS - Zeleni 5000 volivcev |                                          | [ 59 ] [ 60 ] [ 61 ]               |
| 6   | Vladimir Prebilič  |                    | 20. september 2022                                                | 48      | diplomimirani zgodovinar, magister in doktor obramboslovja | - župan Občine Kočevje (2010-danes) - podžupan Občine Kočevje (2003-2006) - svetnik Občine Kočevje (2002-2003)                                                                                            | VESNA - zelena stranka                   | [ 62 ] [ 63 ] [ 64 ] [ 65 ]        |
| 6   | Vladimir Prebilič  | 22. september 2022 | župan Kočevja, predavatelj na FDV v Ljubljani                     | 48      | - predavatelj na Fakulteti za družbene vede v Ljubljani - član predsedstva Združenja občin Slovenije - ustanovitelj in predsednik Kluba neodvisnih županj in županov - predstojnik Katedre za obramboslovje na FDV (2007-2010) - učitelj na OŠ Zbora odposlancev Kočevje, profesor na Gimnaziji Kočevje ter Ljudski univerzi Kočevje | 3000 volivcev |                                          | [ 62 ] [ 63 ] [ 64 ] [ 65 ]        |
| 7   | Sabina Senčar      |                    | 28. september 2022                                                | 52      | diplomirana zdravnica, specializirana ginekologinja | / | Državljansko gibanje Resni.ca            | [ 66 ] [ 67 ] [ 68 ]               |
| 7   | Sabina Senčar      | 29. september 2022 | družinska zdravnica in ginekologinja                              | 52      | - ginekologinja na Ginekološki kliniki v Ljubljani - zdravnica v ZD Domžale | Za ljudstvo Slovenije 3000 volivcev |                                          | [ 66 ] [ 67 ] [ 68 ]               |

### Kandidat, ki je odstopil po uradni vložitvi kandidature
| Slika              | Kandidat        | Kandidat            | Datum vložitve kandidature  | Datum odstopa od kandidature                          | Starost | Izobrazba                          | Dosedanje politične funkcije  | Predlagatelj kandidature | Vir                         |
| Slika              | Kandidat        | Kandidat            | Datum potrditve kandidature | Razlog odstopa                                        | Starost | Poklic                             | Ostale funkcije in zaposlitve | Podpora                  | Vir                         |
| ------------------ | --------------- | ------------------- | --------------------------- | ----------------------------------------------------- | ------- | ---------------------------------- | ----------------------------- | ------------------------ | --------------------------- |
|                    | Gregor Bezenšek |                     | 13. september 2022          | 3. oktober 2022                                       | 39      | akademski glasbenik, jazz kitarist | /                             | neodvisni kandidat       | [ 69 ] [ 70 ] [ 71 ] [ 44 ] |
| 22. september 2022 | Gregor Bezenšek | Pritiski in grožnje | glasbenik in humanitarec    | - predsednik in soustanovitelj Društva Viljem Julijan | 39      | 5000 volivcev                      |                               |                          | [ 69 ] [ 70 ] [ 71 ] [ 44 ] |

### Neuspešne kandidature
Kandidaturo je najavilo še mnogo drugih kandidatov, a jim ustrezne podpore ni uspelo zbrati. To so: psihoanalitičarka Nina Krajnik, duhovni voditelj Leo Trojar, filozof Aleš Ernecl, osebni motivator Boris Vene, nekdanji evroposlanec Ivo Vajgl, aktivist Boris Žulj, Franci Kindlhofer ter Edén Fohatóm.

### Kandidati, ki so od kandidature odstopili pred koncem roka za zbiranje podpisov
Od kandidature sta odstopila Marta Kos (Gibanje Svoboda), ki jo je najavila že junija in nato iz osebnih razlogov odstopila konec avgusta, ter neodvisni kandidat Andrej Magajna. Ta jo je prvič najavil že 15. julija, jo nato prekinil, nato 18. avgusta sklical tiskovno konferenco o kandidaturi, septembra pa znova odstopil. Kot razlog je navedel blokado s strani osrednjih medijev. Prav tako se za predsedniško mesto ni potegoval Alojz Kovšca.
Zaradi po njihovih besedah neustavnega zakona o volitvah in neveljavnosti le-teh so 27. septembra od kandidature odstopili še Ludvik Poljanec, Ivan Bolfek in Ladislav Troha.

### Potencialni kandidati
Kot morebitni kandidati so se omenjali tudi takratna evroposlanka Ljudmila Novak, nekdanji ustavni sodnik Ernest Petrič, nekdanji predsednik Državnega zbora Igor Zorčič, nekdanji predsednik vlade Miro Cerar, takratni poslanec Socialnih demokratov v Državnem zboru Jani Prednik ter takratni predsednik SNS in nekdanji poslanec Zmago Jelinčič Plemeniti.

## Rezultati volitev

### 1. krog
| Kandidat | Kandidat           | Stranka                                     | Stranka                                     | 1. krog    | 1. krog |
| Kandidat | Kandidat           | Stranka                                     | Stranka                                     | Št. glasov | %       |
| -------- | ------------------ | ------------------------------------------- | ------------------------------------------- | ---------- | ------- |
|          | Anže Logar         | neodvisni kandidat (podpora: SDS, SLS)      | neodvisni kandidat (podpora: SDS, SLS)      | 296.000    | 33,95 % |
|          | Nataša Pirc Musar  | neodvisna kandidatka (podpora: Pirati, SMS) | neodvisna kandidatka (podpora: Pirati, SMS) | 234.361    | 26,88 % |
|          | Milan Brglez       | Socialni demokrati Gibanje Svoboda          | SD Svoboda                                  | 134.726    | 15,45 % |
|          | Vladimir Prebilič  | neodvisni kandidat (podpora: VESNA)         | neodvisni kandidat (podpora: VESNA)         | 92.456     | 10,60 % |
|          | Sabina Senčar      | neodvisna kandidatka (podpora: Resni.ca)    | neodvisna kandidatka (podpora: Resni.ca)    | 51.767     | 5,94 %  |
|          | Janez Cigler Kralj | Nova Slovenija                              | NSi                                         | 38.113     | 4,37 %  |
|          | Miha Kordiš        | Levica                                      | L                                           | 24.518     | 2,81 %  |

### Volilna udeležba
Volilna udeležba
| Dan                            | Št. volivcev | % volilnih upravičencev | Sklic  |
| ------------------------------ | ------------ | ----------------------- | ------ |
| Predčasno glasovanje – torek   | 19.247       | 1,14 %                  | [ 97 ] |
| Predčasno glasovanje – sreda   | 25.775       | 1,52 %                  | [ 97 ] |
| Predčasno glasovanje – četrtek | 23.203       | 1,37 %                  | [ 98 ] |
| Predčasno glasovanje – skupno  | 68.225       | 4,03 %                  | [ 98 ] |

| Ura                                                                       | Št. volivcev | % volilnih upravičencev | Sklic   |
| ------------------------------------------------------------------------- | ------------ | ----------------------- | ------- |
| Nedelja – do 11.00 (v podatke niso všteti podatki predčasnega glasovanja) | 230.933      | 13,63 %                 | [ 99 ]  |
| Nedelja – do 16.00 (v podatke niso všteti podatki predčasnega glasovanja) | 589.261      | 34,78 %                 | [ 100 ] |
| Nedelja – do 16.00 – skupno                                               | 657.486      | 38,81 %                 | [ 100 ] |
| Končna uradna volilna udeležba                                            | 876.566      | 51,74 %                 | [ 101 ] |

### 2. krog
| Kandidat | Kandidat          | Stranka                                                  | Stranka                                                  | 2. krog    | 2. krog |
| Kandidat | Kandidat          | Stranka                                                  | Stranka                                                  | Št. glasov | %       |
| -------- | ----------------- | -------------------------------------------------------- | -------------------------------------------------------- | ---------- | ------- |
|          | Anže Logar        | neodvisni kandidat (podpora: SDS, SLS, NSi, Zeleni, NS)  | neodvisni kandidat (podpora: SDS, SLS, NSi, Zeleni, NS)  | 414.029    | 46,11   |
|          | Nataša Pirc Musar | neodvisna kandidatka (podpora: Pirati, Svoboda, SD, SMS) | neodvisna kandidatka (podpora: Pirati, Svoboda, SD, SMS) | 483.812    | 53,89   |

### Volilna udeležba
Volilna udeležba
| Dan                            | Št. volivcev | % volilnih upravičencev | Sklic   |
| ------------------------------ | ------------ | ----------------------- | ------- |
| Predčasno glasovanje – torek   | 24.760       | 1,56 %                  | [ 102 ] |
| Predčasno glasovanje – sreda   | 29.617       | 1,87 %                  | [ 103 ] |
| Predčasno glasovanje – četrtek | 23.203       | 1,37 %                  | [ 104 ] |
| Predčasno glasovanje – skupno  | 77.580       | 4,80%                   | [ 104 ] |

| Ura                                                                       | Št. volivcev | % volilnih upravičencev | Sklic   |
| ------------------------------------------------------------------------- | ------------ | ----------------------- | ------- |
| Nedelja – do 11.00 (v podatke niso všteti podatki predčasnega glasovanja) | 248.333      | 14,66 %                 | [ 105 ] |
| Nedelja – do 16.00 (v podatke niso všteti podatki predčasnega glasovanja) | 622.317      | 36,73 %                 | [ 106 ] |
| Nedelja – do 16.00 – skupno                                               | 699.897      | 41,53 %                 | [ 106 ] |
| Končna uradna volilna udeležba                                            | 908.065      | 53,60 %                 | [ 107 ] |

## Predvolilne oddaje
Pred prvim in drugim krogom volitev so POP TV, RTV Slovenija, Planet TV, N1 Slovenija ter Nova24TV izvedle več kot 20 televizijskih ter radiskih ter drugih predvolilnih oddaj. Soočenja so pred prvim krogom potekala ponekod z vsemi kandidati, ponekod pa so se oddaje osredotočile na tri do štiri kandidate naenkrat. Pred drugim krogom volitev je bilo skupaj prirejenih 7 oddaj v katerih sta se pomerila Nataša Pirc Musar in Anže Logar. Skupno je največ predvolilnih oddaj priredila medijska hiša POP TV. Za celoten seznam oddaj glej Seznam predvolilnih oddaj za predsedniške volitve v Sloveniji 2022.

## Javnomnenjske raziskave
Pred predsedniškimi volitvami v Sloveniji 2022 so različne organizacije izvajale javnomnenjske raziskave, z namenom ocenitve volilnega namena prebivalcev Slovenije.
Pred prvim krogom volitev so se rezultati raziskav glede na izvajalca precej razlikovali, a skupni rezultati so kot tri najverjetnejše kandidate za uvrstitev v drugi krog volitev napovedovali Natašo Pirc Musar, Anžeta Logarja ter Milana Brgleza. Med njimi je imel najvišjo podporo Anže Logar, saj bi glede na rezultate raziskav dobil med 27 in 31 % glasov volilcev večinoma desnega političnega spektra, bolj tesen izid pa se je pričakoval na levem političnem spektru med Natašo Pirc Musar (okoli 20 %) in Milanom Brglezom (okoli 15 %).
Pred drugim krogom volitev so vse javnomnenjske raziskave napovedovale zmago Nataši Pirc Musar, kjer so se napovedi njenih prejetih glasov gibale med 51 in 61 %. Med vsemi napovedmi je najbližje prišla Mediana z napovedjo 53,4 % (0,47 % razlika) za Natašo Pirc Musar in 46,1 % (0,03 % razlika) za Anžeta Logarja.